# Makrokylindrus bicornis
Makrokylindrus bicornis är en kräftdjursart som beskrevs av Francis Day 1980. Makrokylindrus bicornis ingår i släktet Makrokylindrus och familjen Diastylidae. Inga underarter finns listade i Catalogue of Life.